# Andrés Fabián Hurtado
Andrés Fabián Hurtador Barrera (Lérida, 4 de marzo de 1979) es un ingeniero civil y político colombiano. Fue alcalde de la ciudad de Ibagué en el periodo 2020 - 2023 por el Partido Conservador.

## Biografía
Andrés Fabián Hurtado nació en Lérida, Tolima, está casado con Leidy Galeano Ortiz quienes conforman una familia de tres hijos; Nicolás, David y Andrés. Realizó sus estudios como profesional de la Ingeniería civil en  la Universidad Cooperativa de Colombia y luego obtuvo el título de especialista en ingeniería de pavimentos de la Universidad Católica.
Hurtado Barrera ha sido gerente del Aeropuerto Perales, Jefe de alcantarillado y planeación de la Empresa Ibaguereña de Acueducto y Alcantarillado (IBAL) en el gobierno de Jesús María Botero, secretario de Infraestructura del Tolima en el gobierno de Óscar Barreto y gobernador encargado en seis oportunidades, en ese mismo gobierno.
Según él, renunció al Partido Conservador el 1 de enero de 2024 y a mediados de ese mes ingresó al partido Cambio Radical como coordinador de ese partido en el Tolima.
El 31 de octubre de 2024 se da a conocer su renuncia al partido Cambio Radical por medio de una carta dirigida al director Germán Córdoba.
El 28 de noviembre de 2024 en un comunicado anuncia su militancia por el partido de la U y el 15 de marzo de 2025 es nombrado presidente del partido en el Tolima.

## Alcalde de Ibagué
Andrés Fabián Hurtado fue avalado por el Partido Conservador para las Elecciones locales de Ibagué de 2019 apoyado por Óscar Barreto Quiroga y la representante a la Cámara Adriana Magaly Matiz. En la recta final de las elecciones a Alcaldía el candidato a la alcaldía José Barreto, primo del entonces gobernador Barreto y avalado por el Partido de la U y el MIRA declinó su candidatura y decidió apoyar a Hurtado en dicha contienda electoral.

## Controversias

### Piques ilegales
Hurtado Barrera es procesado actualmente por el delito de peculado por uso y ocultamiento, alteración y destrucción de pruebas, por presuntamente autorizar el ingreso de más de 50 vehículos para el desarrollo de piques ilegales sobre la pista de aterrizaje del Aeropuerto Perales de la ciudad de Ibagué el día 3 y la madrugada del 4 de abril del 2014, cuando fue gerente de esa entidad.
El abogado del alcalde le mencionó a la prensa que tres guardias de seguridad fueron interrogados para llevar a cabo la recolección de pruebas y se encontró culpable a Daniel Cadena Ortiz, uno de los guardias de seguridad, con una condena de 53 meses de prisión.

### Suspensión del cargo
El 11 de mayo del 2022, fue suspendido por la procuraduría de su cargo como alcalde de Ibagué por su participación indebida en política luego de declarar ante medios de comunicación la frase ''Yo me identifico'' refiriéndose en apoyo al excandidato electo Federico Gutiérrez durante las Elecciones Presidenciales de Colombia en 2022. Andrés Hurtado respondió ''Siempre he sido y seré respetuoso de las instituciones."  En su reemplazo fue designada como alcaldesa encargada la secretaria de salud del municipio Johana Aranda.

### Uso indebido del Estadio para celebración
El 6 de marzo del 2021 se usó indebidamente el Estadio Manuel Murillo Toro con motivo de celebración número 13 del hijo del Alcalde en donde asistieron alrededor de 50 invitados. Según la Fiscalía, la administración hizo uso de la cancha para un partido entre los menores que fue narrado por periodistas reconocidos de la ciudad y luego cantaron al cumpleañero en uno de los camerinos que estaba decorado con globos. También se hizo uso de la parte norte del estadio para el parqueo de alrededor 30 carros, espacio que no es apto para parqueo, lo que podría deteriorar la zona. 
La celebración ocasiono desgaste en la gramilla de la cancha, uso de agua y electricidad del escenario y el mal uso de la zona norte para parquear carros, que podría necesitar un trabajo de mantenimiento para asegurar sus óptimas condiciones. Ante esto el alcalde podría enfrentar una pena de 16 a 72 meses de prisión e inhabilitación para el ejercicio de funciones públicas por el mismo tiempo; hasta el momento no ha aceptado cargos.